# Eulemur flavifrons
Eulemur flavifrons е вид бозайник от семейство Лемурови (Lemuridae). Видът е критично застрашен от изчезване.

## Разпространение
Разпространен е в Мадагаскар.